# 南黑文 (密歇根州)
南黑文（英語：South Haven）是一個位於美國密歇根州阿勒根縣及范布倫縣的城市。

## 人口
根據2020年美國人口普查的數據，南黑文的面積為9.05平方千米，當中陸地面積為8.82平方千米，而水域面積為0.23平方千米。當地共有人口3964人，而人口密度為每平方千米438人。